# Азаїл
Азаїл (Газаель) (арам. חזאל, аккад. 𒄩𒍝𒀪𒀭; д/н — 796 до н. е.) — цар Араму в 842—796 роках до н. е. Основні відомості про нього містяться в Біблії.

## Життєпис
Точне походження є дискусійним. Висловлюється думка, що міг бути сином Бен-Хадада I або Бен-Хадада II. Проте в ассирійських джерелах Азраїл значиться як узурпатор. 
Після зустрічі з пророком Єлісеєм 842 року до н. е. повалив свого брата (батька) Бен-Хадада II, ставши новим царем. Можливо Єлісей спонукав Азраїла вбити царя, оскільки останній перед тим воював з Ізраїльським царством.
842 року до н. е. в битві під Рамотом завдав поразки ізраїльсько-юдейським військам на чолі із Йорамом і Ахазією. Слідом за цим захопив ізраїльські землі на схід від річки Йордан (область Галаад) та філістимлянське місто Ґат. На честь перемогу звів переможну стелу. Слідом за цим монополізував торгівлю міддю в Передній Азії.
У 841 році до н. е. витримав в Дамаску облогу ассирійського війська на чолі із царем Шульману-ашаредом III. Зумів підкорити майже усю Сирію. Моав став його союзником. 834 року до н. е. витримав в Дамаску новий напад ассирійців.
У 810-х роках до н. е. здійснив низку успішних походів проти Ізраїльського царства володар якого Йоахаз визнав зверхність Араму. При цьому захоплено частину Галілеї.
808 року до н.е. для зміцнення влади оголосив свого сина Бен-Хадада своїм співправителем. 802 року до н. е. почалася нова війна з Ассирією. Цього разу війська на чолі із царем Адад-нірарі III зуміли захопити Дамаск. Азмаїл вимушений був визнати зверхність останнього. Помер 796 року до н. е. Йому спадкував син Бен-Хадад III.